# 大溪龍山寺
24°53′40″N 121°19′27″E / 24.894530°N 121.324286°E
大溪龍山寺，是位於臺灣桃園市大溪區永福里的觀音寺，分靈自艋舺龍山寺，由黃龍安等建於1868年。

## 沿革

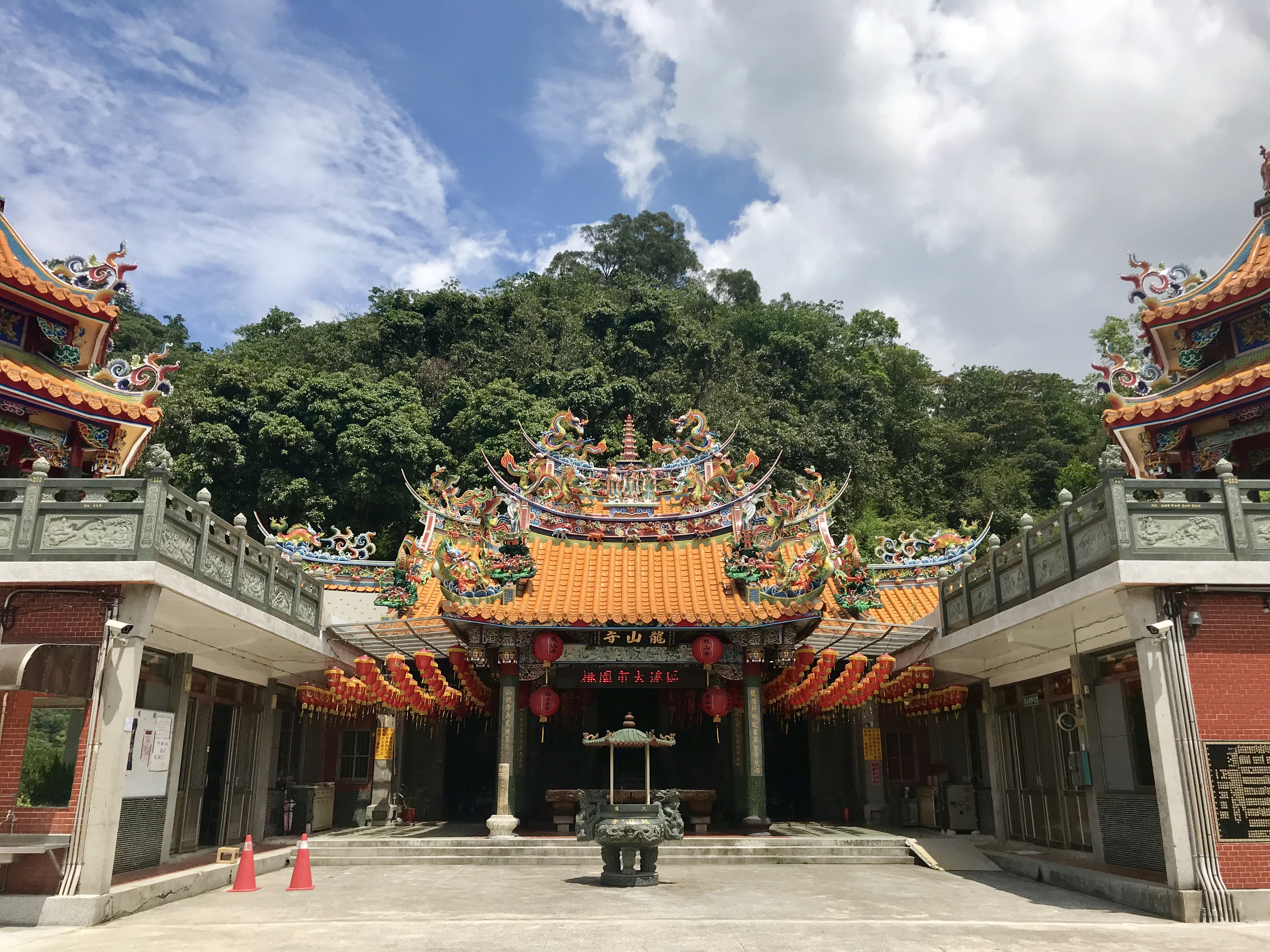
主殿

同治七年（1868年），來自晉江東石的墾戶以墾號「黃安邦」之名墾殖永福。
當地耆老黃房枝表示，當時黃龍安等兄弟苦於敵對的烏塗窟原住民，就前往艋舺龍山寺祈夢，觀音菩薩託夢說：「無廟不成庄，東邊綁一『虎』，南方築一『城』，青番自平矣。」黃龍安兄弟就在此建立草屋，供奉艋舺龍山寺的分靈神像，又雇用謝虎豹、黃阿城訓練並領導庄內團練，鎮守東方、南方，地方漸安。
乙未戰爭，廟宇燒毀，神像暫住於蜈蚣崙腳的土地祠，多年後重建，一度取名「香雲庵」，中間雖因信徒爭吵沒落，後改回原名。1970年代再改建。2006年5月，信徒大會通過斥資450萬元整修、彩繪正殿神龕，於農曆六月十八日動土，同年國曆12月4日舉行復位登龕大典。

## 祭祀
過去永福里為煤礦區，礦工為感激觀音庇佑，每年觀音慶典宰殺當地土產黑豬、擺流水席慶祝。後來，廟宇對面興建鴻禧山莊，永褔里人口增加，使得此廟也逐漸香火興盛。
大溪地區廟宇為慶祝開漳聖王誕辰，自農曆一月開始會輪流舉行賽神豬，其中大溪龍山寺是農曆二月十九日。龍山寺的賽神豬慶典採十大姓氏輪值，如1997年口蹄疫流行當年，是由陳姚胡姓負責。
大溪同樣祭祀觀音的蓮座山觀音寺則為客家人所信仰。

## 觀光

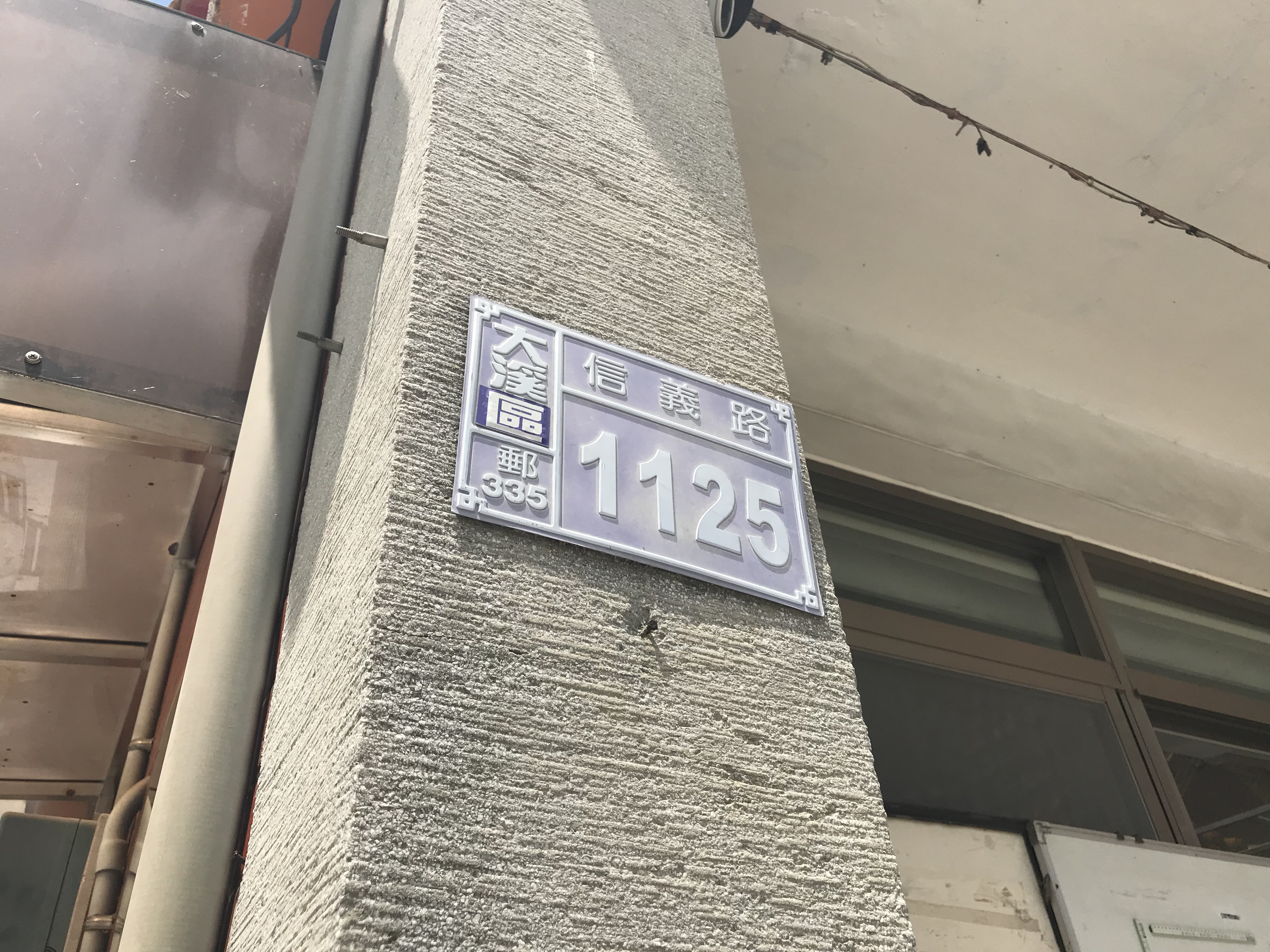
門牌為信義路1125號。

廟宇後山有一條可眺望鴻禧山莊的登山步道，加上龍山寺廟前廣場停車方便，在假日吸引不少民眾前往登山健行。後山有數株老荔枝樹，相傳是當時同治年間墾民從晉江東石攜來，由行政院農業委員會行文當地公所加以保護。
當地居民蔡有豐、蔡黃寶文夫婦與堂嫂蔡月春會定期維護步道環境，並由永褔里民與廟方籌資拓寬登山石階步道、興建了四座涼亭。有「反光鏡菩薩」之稱的張秀雄會來附近擦拭反光鏡。